# かわたれの街
『かわたれの街』（かわたれのまち）は、勝田文による日本の漫画。『メロディ』（白泉社）にて2004年から2005年にかけて不定期で連載された。全4話。単行本は同社のジェッツコミックスレーベルより全1巻。
タイトルの「かわたれ」とは、まだ夜が明けきっていない時間帯のこと。主人公の家が豆腐店で朝が早いことに関連づけられたタイトルである。

## あらすじ
豆腐店の娘・木菜は料理教室の先生・穂波に恋をしている。だが、その穂波は別れた妻に未練たっぷりだった。

## 主な登場人物
水田 木菜（みずた きな）
本作の主人公。高校生。家は豆腐店。穂波の料理教室に通っているが、料理の腕は壊滅的。穂波のことが好きで、穂波と元妻・貴子との関係にやきもきしていたが、最終回では貴子と復縁出来るよう穂波を後押しした。
穂波 ノブオ（ほなみ ノブオ）
木菜が通う料理教室の先生。貧乏のバツイチで、離婚後に友人である大岡のところに転がり込んできた。料理教室のほか、大岡商店の惣菜コーナーで惣菜を作る仕事もしている。
木菜の好意を嬉しく思いつつも、別れた妻・貴子に未練たらたらで、会う口実づくりのために借金をしていたり、誕生日にはプレゼントを贈ろうとしていたりしていたが、最終回で木菜の後押しもあり復縁することが出来た。その後は料理教室や惣菜コーナーのパートを続けながら専業主夫をしている。
深川 貴子（ふかがわ たかこ）
ノブオの別れた妻。深川酒造という大きな蔵元の娘で、家のしがらみから抜け出し、たとえ貧乏でも誰かと支え合って暮らしたいという夢から穂波と結婚。しかし、結局実家からの支援に頼りきってしまい、事実上ヒモになっていた穂波に見切りを付けて離婚した。
実家に戻ってからは家業を手伝い、キャリアウーマンとして注目されるまでになる。物語の最初のころは他に好きな男性がいたため穂波との関係を完全に断とうとしていたが、結局完全に別れることができず、穂波との間に子供が出来たため復縁。双子をもうける。
三島 竹大（みしま たけひろ）
木菜の同級生で、三島呉服店の跡取り息子。高齢の女性に受けが良いため、祖母の営業に付き合わされることが多い。日舞を習っている。木菜に気がある。
大岡（おおおか）
大岡商店の若き店長。穂波とは高校野球でバッテリーを組んだ間柄。自分を頼ってきた穂波を商店の惣菜コーナーで雇ったり、料理教室を開くことを勧めたりと面倒見はいい。堅実な性格で、結婚資金をこつこつ貯めており、目標額に達したため最終回で長年付き合っていたほのかと結婚した。
ほのか
喫茶店のウェイトレスで、街の情報通。木菜とは料理教室に通う仲間でもあり、姉のような存在でもある。最終回で長年付き合っていた大岡と結婚した。

## 書誌情報
- 勝田文 『かわたれの街』 白泉社〈ジェッツコミックス〉、2007年4月発行、ISBN 978-4-592-14273-7。